# يو أوكازاكي
يو أوكازاكي (باليابانية: 岡崎優؛ بالكانا: おかざき ゆう) هو مانغاكا ياباني، ولد في 28 أغسطس 1951 في ميه في اليابان.

## وصلات خارجية
- يو أوكازاكي على موقع ANN person (الإنجليزية)